# Federalne Ministerstwo Sprawiedliwości i Ochrony Konsumentów
Federalne Ministerstwo Sprawiedliwości i Ochrony Konsumentów (niem. Bundesministerium der Justiz und für Verbraucherschutz , BMJV) jest resortem rządu federalnego Niemiec odpowiedzialny za opracowywanie i koordynowanie legislacji w kluczowych obszarach prawa. Do jego głównych kompetencji należą prawo cywilne, karne, gospodarcze oraz procesowe. Ministerstwo pełni rolę tzw. „resortu legislacyjnego”, opracowując projekty ustaw i opiniując propozycje innych resortów pod kątem ich zgodności z konstytucją i systematyką prawa.

## Historia
Korzenie Federalnego Ministerstwa Sprawiedliwości sięgają roku 1877, kiedy to powołano Cesarski Urząd Sprawiedliwości (Reichsjustizamt) jako pierwszą centralną instytucję odpowiedzialną za legislację sądową w Niemczech. Urząd ten został przekształcony w 1919 roku w Ministerstwo Sprawiedliwości Republiki Weimarskiej. W okresie narodowego socjalizmu resort brał udział w podporządkowaniu wymiaru sprawiedliwości ideologii reżimu, co doprowadziło do poważnych nadużyć prawnych. W latach powojennych odpowiedzialność za politykę prawną spoczywała na Ministerstwie Sprawiedliwości NRD i równolegle na BMJ RFN.
BMJ zostało utworzone 20 września 1949 roku w rządzie Konrada Adenauera, z Thomasem Dehlerem jako pierwszym ministrem. W 1999 roku przeniesiono jego siedzibę z Bonn do Berlina. Obecna siedziba znajduje się w dzielnicy Mitte, w zabytkowych budynkach pomiędzy Mohrenstraße, Jerusalemer Straße i Kronenstraße. Obiekty te, w tym barokowe kolumnady projektu Carla Gottharda Langhansa, zostały zmodernizowane i uzupełnione o nowe segmenty zaprojektowane przez biuro architektoniczne Eller und Eller.
Na terenie obecnego ministerstwa w dniu 9 listopada 1989 roku miało miejsce ogłoszenie zniesienia ograniczeń w podróżowaniu dla obywateli NRD – wydarzenie, które uznaje się za zapowiedź upadku muru berlińskiego. Z tą chwilą związana jest instalacja artystyczna Ulricha Schrödera znajdująca się w hallu głównym budynku.

## Zadania i struktura
Ministerstwo odpowiada za przygotowywanie projektów ustaw w obszarach prawa cywilnego (regulującego stosunki prawne pomiędzy obywatelami), handlowego i gospodarczego (określającego zasady funkcjonowania podmiotów gospodarczych i ochrony własności intelektualnej), karnego (określającego katalog przestępstw i kar) oraz procesowego (regulującego postępowanie przed sądami). Oprócz opracowywania przepisów prawa, BMJ analizuje również projekty legislacyjne innych ministerstw, oceniając je pod względem zgodności z ustawą zasadniczą, prawem unijnym oraz zasadami techniki legislacyjnej. Z tego względu ministerstwo określane jest również jako „notariat rządu federalnego” lub „ministerstwo konstytucyjne”.
BMJ uczestniczy w kształtowaniu polityki prawnej na szczeblu Unii Europejskiej oraz w procedurach przed Federalnym Trybunałem Konstytucyjnym, gdzie może wyrażać opinie prawne. Ministerstwo bierze także udział w procedurach powoływania sędziów do sądów federalnych (BVerfG, BGH, BVerwG, BFH) i zapewnia ich organizacyjne, finansowe i kadrowe funkcjonowanie, sprawując jednocześnie nadzór służbowy. W ramach swojej działalności ministerstwo publikuje także Federalny Dziennik Ustaw (Bundesgesetzblatt).

## Struktura organizacyjna
BMJ jest podzielone na wyspecjalizowane wydziały tematyczne oraz administracyjne:
- Abteilung L (Polityczne kierownictwo i komunikacja) – koordynacja pracy ministra, współpraca z Bundestagiem i rządem, komunikacja medialna i kontakt z obywatelami.
- Abteilung Z (Zarządzanie administracyjne) – zasoby ludzkie, finanse, organizacja pracy oraz wsparcie techniczne i infrastrukturalne dla ministerstwa i podległych jednostek.
- Abteilung R (Wymiar sprawiedliwości) – postępowanie sądowe, struktura sądownictwa, regulacje zawodów prawniczych, szkolenie sędziów, koszty sądowe, prawo upadłościowe.
- Abteilung I (Prawo cywilne) – prawo prywatne, rodzinne, spadkowe oraz jego dostosowanie do prawa UE.
- Abteilung II (Prawo karne) – katalog przestępstw, sankcje, zapobieganie przestępczości, współpraca międzynarodowa w sprawach karnych.
- Abteilung III (Prawo handlowe i gospodarcze) – prawo spółek, bilansowe, patentowe, autorskie oraz legislacja unijna i międzynarodowa.
- Abteilung IV (Prawo publiczne) – kontrola konstytucyjności i zgodności z prawem UE projektów ustaw, traktaty międzynarodowe.
- Abteilung D (Lepsze stanowienie prawa, społeczeństwo cyfrowe, współpraca europejska i międzynarodowa) – uproszczenia legislacyjne, cyfryzacja, prawo nowych technologii, koordynacja polityki unijnej w zakresie wymiaru sprawiedliwości.

## Sekretarze Stanu Sprawiedliwości: 1876–1918
- Heinrich Friedberg(inne języki) 1876-1879
- Hermann von Schelling(inne języki) 1879-1889
- Otto von Ohlschläger(inne języki) 1889-1891
- Robert Bosse 1891-1892
- Eduard Hanauer(inne języki) 1892-1893
- Rudolf Arnold Nieberding(inne języki) 1893-1909
- Hermann Lisco(inne języki) 1909-1917
- Paul Georg Christof von Krause(inne języki) 1917-1918

## Ministrowie Sprawiedliwości Rzeszy 1918– 1945
- Wilhelm Dittmann(inne języki) 1918-1919
- Otto Landsberg 1919
- vacat 1919
- Eugen Schiffer(inne języki) 1919-1920
- Andreas Blunck(inne języki) 1920
- Eugen Schiffer(inne języki) 1921
- Gustav Radbruch 1921-1922
- Rudolf Heinze(inne języki) 1922-1923
- Gustav Radbruch 1923
- Erich Emminger(inne języki) 1923-1924
- Kurt Joël(inne języki) 1924-1925
- Josef Frenken(inne języki) 1925
- Hans Luther (tymczasowo) 1925-1926
- Wilhelm Marx 1926
- Johannes Bell(inne języki) 1926-1927
- Oskar Hergt(inne języki) 1927-1928
- Erich Koch-Weser(inne języki) 1928-1929
- Theodor von Guérard(inne języki) 1929-1930
- Johann Viktor Bredt(inne języki) 1930
- Kurt Joël(inne języki) 1930-1932
- Franz Gürtner 1932-1941
- Franz Schlegelberger 1941-1942
- Otto Georg Thierack 1942-1945

## Federalni Ministrowie Sprawiedliwości (1949–2013)
- Thomas Dehler 1949-1953
- Fritz Neumayer(inne języki) 1953-1956
- Hans-Joachim von Merkatz 1956-1957
- Fritz Schäffer 1957-1961
- Wolfgang Stammberger(inne języki) 1961-1962
- Ewald Bucher(inne języki) 1962-1965
- Karl Weber(inne języki) 1965
- Richard Jaeger(inne języki) 1965-1966
- Gustav Heinemann 1966-1969
- Horst Ehmke(inne języki) 1969
- Gerhard Jahn(inne języki) 1969-1974
- Hans-Jochen Vogel 1974-1981
- Jürgen Schmude 1981-1982
- Hans A. Engelhard 1982-1991
- Klaus Kinkel 1991-1992
- Sabine Leutheusser-Schnarrenberger 1992-1995
- Edzard Schmidt-Jortzig 1996-1998
- Herta Däubler-Gmelin 1998-2002
- Brigitte Zypries 2002-2009
- Sabine Leutheusser-Schnarrenberger 2009-2013

## Federalni Ministrowie Sprawiedliwości i Ochrony Konsumentów
- Heiko Maas 2013-2018
- Katarina Barley 2018-2019
- Christine Lambrecht 2019-2021

## Federalni Ministrowie Sprawiedliwości
- Marco Buschmann 2021-2024
- Volker Wissing 2024-2025

## Federalni Ministrowie Sprawiedliwości i Ochrony Konsumentów
- Stefanie Hubig od 2025